# Leucula cillenaria
Leucula cillenaria är en fjärilsart som beskrevs av Achille Guenée 1858. Leucula cillenaria ingår i släktet Leucula och familjen mätare. Inga underarter finns listade i Catalogue of Life.